# Перед тем, как наступит зима
«Перед тем, как наступит зима» (англ.: Before Winter Comes) — британский комедийно-драматический фильм 1969 года режиссёра Джея Ли Томпсона по мотивам рассказа Фредерика Кифа «Переводчик», который сценарист Эндрю Синклер прочёл в газете «The New Yorker».

## Сюжет
майор Бернсайд: Вы говорите по-английски и по-китайски. Вы никогда там не бывали?

Янович: Ах, они приходят ко мне, майор, сэр. Англичанка. Китаянка в Латвии. Живи с новой женщиной, учи новый язык. Это лучше, чем Berlitz.

майор Бернсайд: Англичанка и вы?!

Янович: Ну а почему я прекрасно говорю по-английски? Семь англичанок.
Действие происходит в 1945 году сразу после окончания Второй мировой войны.
Британский майор Бернсайд (Дэвид Нивен) назначается начальником лагеря для советских перемещённых лиц в оккупированной Австрии. Его задача в отправке этих лиц либо в американскую зону оккупации, либо в советскую.
Бернсайд — обычный офицер, немного бестолковый.
(Как-то он рассказывает лейтененту Пилкингтону историю как он храбро пытался обезвредить бомбу на мосту, попав под огонь противника, но его начальство обошло наградой хотя бы медалью, даже отпуск не дали, и вот он вместо Великобритании теперь торчит в этом лагере. Но потом ту же историю рассказывает бригадный генерал, и выясняется, что «тот майор» о котором идет речь, и его «храбрая» ошибка привела к гибели около 200 человек, и отправкой начальником лагеря генерал спас его от трибунала).
И у майора Бернсада на этом посту возникает масса проблем, со снабжением лагеря, с дипломатией (лагерь граничит с советской зоной оккупации), и главное — проблема с переводом на русский язык и множество языков представителей всех народов СССР и не только.
Однако, один из беженцев, Янович (Хаим Тополь), говорит на многих языках, десятках разных, и готов помочь.
Янович быстро передает приказы Бернсайда и помогает лагерю работать без сбоев. Фактически уже он руководит лагерем, а не Бернсайд.
Проблема возникает, когда у Янковича завязывается роман с очаровательной хозяйкой гостиницы Марией (Анна Карина), с которой хотел бы завести роман майор Бернсайд.

Фильм представляет собой серию, по большей части, слегка комичных эпизодов, в которых англичане и русские устраивают стычки из-за столбов забора и права занимать загородную гостиницу. Янович ведет дела на всех уровнях, как брачный брокер в лагере, оператор фотостудии и, вкратце, как любовник красивой австрийской девушки.— кинокритик Винсент Кэнби, из рецензии в газете «Нью-Йорк таймс», 1969 год
Тем временем выясняется, что Янович является дезертиром из Красной Армии, который должен быть возвращен советским властям (предполагается — для казни).
Бернсайд не знает как поступить, молодой офицер лейтенант Пилкингтон (Джон Херт) предлагает скрыть Яновича, предлагает помочь тому сбежать.
Но на это предложение лейтенанта Янович не может решить, доверять ли ему Бенсону. Он сам предпринимает попытку сбежать в Швейцарию, но попадает в плен к американцам.
Когда Бернсайд приезжает за ним, американцы уже сообщили в штаб британцам кого они поймали.
И теперь у Бернсайда приказ предать Яновича в Фрайштадт, в советскую зону оккупации, чтобы не допустить конфликт с русскими из-за этого дезертира.
Бернсайд неохотно отправляет Яновича во Фрайштадт, но чтобы не расстраивать Пилкинтона, скрывает это от него, обозначив пункт назначения грузовика как Линц.
Пилкингтон понимает уловку, угрожает остановить грузовик, но ему приказано не вмешиваться. Пилкингтон мчится в догонку за грузовиком, но уже слишком поздно.
Фильм заканчивается кадором, как Яновича достают из грузовика советские солдаты. Дальнейшая его судьба неизвестна.

## Съёмки
Съемки проходили к югу от Зальцбурга, Австрия. В эпизодических ролях задействованы немецкие и австрийские актёры.

## В ролях
- Дэвид Нивен — майор Бернсайд
- Хаим Тополь — Янович
- Анна Карина — Мария
- Джон Хёрт — лейтенант Пилкингтон
- Энтони Куэйл — бригадный генерал Бьюли
- Ори Леви — капитан Каменев
- Джон Коллин — сержант Вуди
- Карел Штепанек — граф Кернасс
- Гай Деги — Ковач
- Марк Малич — Коменский
- Гертан Клаубер — русский майор
- Хана Мария Правда — Беата
- Джордж Иннес — Билл
- Тони Селби — Тед
- Хью Футчер — Джо
- Крис Сэндфорд — Джонни
- Гизела Фрич — Анна

## Рецензии
- Vincent Canby — Screen: 'Professional Survivor' in a D.P. Camp // New York Times, March 25, 1969